# Ferochrom

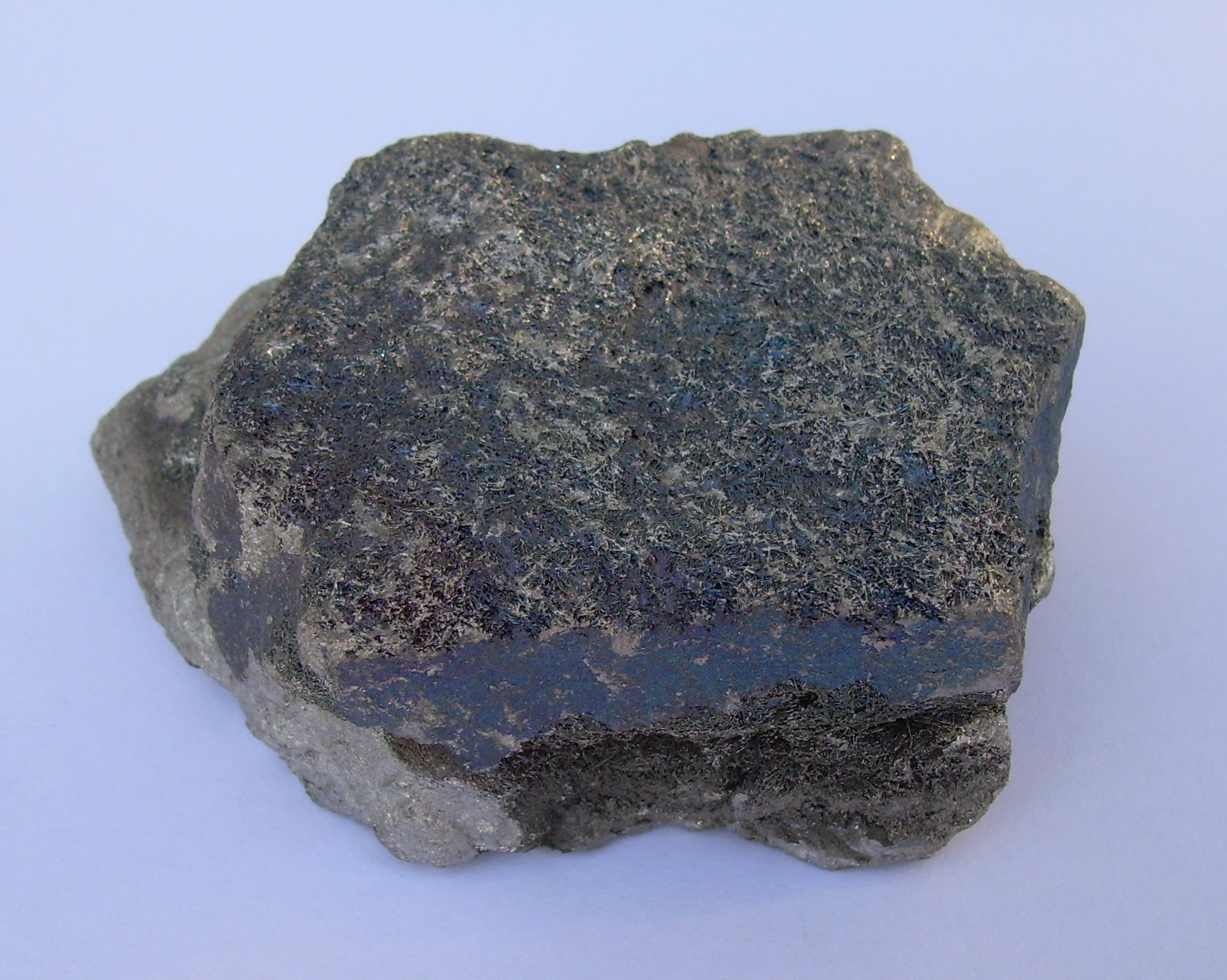
Ferochrom

Ferochrom je feroslitina obsahující 60 až 75 % chromu, do 35 % železa a přibližně 4 až 10 % uhlíku. Uhlíku může být i velmi málo, např. jen 0,01 % k redukci křehkosti. Ferochrom je koroziodolný dokončovací materiál, používá se, je-li nutné přidat chrom do oceli. Má tvar a formu velmi tvrdé krystalické hmoty, někdy s plně vyvinutými krystaly. Ferochrom se také dělí na uhlíkatý (HC), středně uhlíkatý (MC), nízkouhlíkatý (LC).

## Výroba
Ferochrom patří mezi nejvíce produkované feroslitiny, na celkovém objemu se podílí více než 25 %. Většina světové produkce pochází z JAR, Kazachstánu a Indie – států s velkými zdroji rud chromu. Zvyšuje se podíl suroviny pocházející z Ruska a Číny. Více než 80 % světové produkce se využívá k výrobě korozivzdorných tzv. „chromových“ ocelí.
V tabulce jsou uvedena odhadovaná množství celosvětové produkce ferochromu v miliónech tun.
| Rok                   | 1993 | 1994 | 1995 | 1996 | 1997 |
| Objem výroby (mil. t) | 3,27 | 3,53 | 4,55 | 4,01 | 4,47 |

V Evropě se ferochrom vyrábí ve velkých objemech ve Finsku (236 652 tun v roce 1997), Norsku a Švédsku. Ve výrazně menších objemech v Německu (25 856 tun v roce 1997), Itálii a Španělsku.